# Floyd McFarland
Floyd McFarland (San Jose (Californië), 9 juli 1878) -  Newark (New Jersey), 17 april 1915), bijgenaamd Long Mac en The Human Engine, was een Amerikaans wielrenner, die begin twintigste eeuw successen vierde in het zesdaagsencircuit.
McFarland was een sterk sprinter en stayer, die echter ook berucht was vanwege zijn onsportief gedrag. Met name ten opzichte van de zwarte wielerkampioen Major Taylor permitteerde hij zich ontoelaatbare chicanes. 
McFarland werd na zijn carrière organisator en manager. In april 1915 verbood hij ene Lautingberg om affiches aan te brengen op de muren van het velodroom in Newark. Het kwam tot een handgemeen waarbij de kleine, tengere Lautingberg met een schroevendraaier de veel grotere McFarland achter het oor stak. Hij was op slag dood.

## Belangrijkste overwinningen
1896
- Nationaal Kampioenschap Baan, Sprint, Amateurs

1898
- Nationaal Kampioenschap Baan, Sprint, Elite

1900
- Zesdaagse van New York; + Harry Elkes

1901
- Nationaal Kampioenschap Baan, Ploegkoers, Elite

1902
- Zesdaagse van Boston; + Otto Maya

1904
- Nationaal Kampioenschap Baan, Ploegkoers, Elite

1908
- Zesdaagse van New York; + Jim Moran

1909
- Zesdaagse van Berlijn; + Jim Moran